# Kingston (Norfolk)
Kingston, domorodačkim imenom Daun a'Taun, glavni grad australskog teritorija Otoka Norfolka. Osnovan je 6. ožujka 1788. na mjestu na kojem su se tog dana iskrcali prvi europski doseljenici, na brdu iznad obale oceana. Neke građevine zaštićene su kao svjetska kulturna baština UNESCO-a. U gradu živi oko 300 stanovnika, pretežno Europljana i domorodaca koji se služe lokalnim jezikom. Najznačajniji dio grada je Burnt Pine. Grad se nalazi na nadmorskoj visini 0-20 m.